# Glädjens blomster (bok)
Glädjens blomster med flera berättelser för barn är en barnbok av Amanda Kerfstedt utgiven 1891 på förlaget Norstedts. Året efter översattes boken till norska av Ragna Aubert. Illustrationerna gjordes av Ottilia Adelborg, Jenny Nyström och Hanna Frosterus-Segerstråle.